# U-506
U-506 — большая океанская немецкая подводная лодка типа IX-C, времён Второй мировой войны.
Заказ на постройку лодки был отдан судостроительной компании «Deutsche Werft AG» в Гамбурге 25 сентября 1939 года. Лодка была заложена 11 июля 1940 года под строительным номером 296, спущена на воду 20 июня 1941 года, 15 сентября 1941 года под командованием капитан-лейтенанта Эриха Вюрдеманна вошла в состав учебной 4-й флотилии. 1 февраля 1942 года вошла в состав 10-й флотилии.
Лодка совершила 5 боевых походов, в которых потопила 14 судов (69 893 брт), повредила 3 корабля (23 358 брт) и необратимо повредила одно судно (6821 брт). 12 июля 1943 года потоплена в северной Атлантике к западу от Виго (Испания) в районе с координатами 42°30′ с. ш. 16°30′ з. д. серией из семи глубинных бомб с американского самолёта типа «Либерейтор». 48 членов экипажа погибли, шестеро были спасены.